# タイガープロダクション
株式会社 タイガープロダクションは、かつて東京都（多摩地区）に本社を置き、アニメーション制作事業を行っていた企業。2016年現在は、アニメーション制作から撤退し、活動を休止している。制作に関わった代表的な作品は、西崎義展プロデュースの『宇宙戦艦ヤマトシリーズ』である。

## 会社解説
- 代表者：白土武
- 設立：1971年
- 商号：株式会社タイガープロダクション

## 作品リスト
- 海のトリトン（1972年・1979年）
- 宇宙戦艦ヤマトシリーズ（1974年 - 1983年）
  - 宇宙戦艦ヤマト（1974年・1977年）
  - さらば宇宙戦艦ヤマト 愛の戦士たち（1978年）
  - 宇宙戦艦ヤマト2（1978年）
  - 宇宙戦艦ヤマト 新たなる旅立ち（1979年）
  - ヤマトよ永遠に（1980年）
  - 宇宙戦艦ヤマトIII（1980年）
  - 宇宙戦艦ヤマト 完結編（1983年）
- 宇宙空母ブルーノア（1979年）
- 機動戦士ガンダム（1979年）
- わが青春のアルカディア（1982年）
- はだしのゲン（1983年）
- 機甲猟兵メロウリンク（10話）（1989年）

## 関連人物
- 金田伊功
- 友永和秀
- 内山正幸
- 井内秀治
- 康村諒
- ワタナベシンイチ